# キャメロン・レッドパス
キャメロン・レッドパス（Cameron Redpath、1999年12月23日 - ）は、プレミアシップバース・ラグビーに所属するラグビーユニオン選手。

## プロフィール
- フランス・ナルボンヌ出身[1]。
- ポジションはセンター(CTB)。
- 身長 188cm、体重 95kg
- 父のブライアンは元ラグビー選手[2](元スコットランド代表)。
- U20イングランド代表に選ばれたことがある[3]。
- スコットランド代表キャップは1（2021年2月現在）。

## 略歴
セール・シャークスを経て、2020年、バースに加入。